# Cobitis narentana
Cobitis narentana es una especie de peces de la familia Cobitidae en el orden de los Cypriniformes.

## Reproducción
Es ovíparo.

## Morfología
- Los machos pueden llegar alcanzar los 13,5 cm de longitud total.
- Número de  vértebras: 40-42.[2][3]

## Depredadores
Es depredado por  Sander lucioperca y Silurus glanis .

## Hábitat
Vive en zonas de clima templado a 14 °C - 18 °C de temperatura.

## Distribución geográfica
Se encuentra desde la península ibérica hasta Siberia.

## Costumbres
Es de costumbres nocturnas y permanece oculto bajo piedras o enterrado en la arena o el barro durante el día.